# 48 월 스트리트

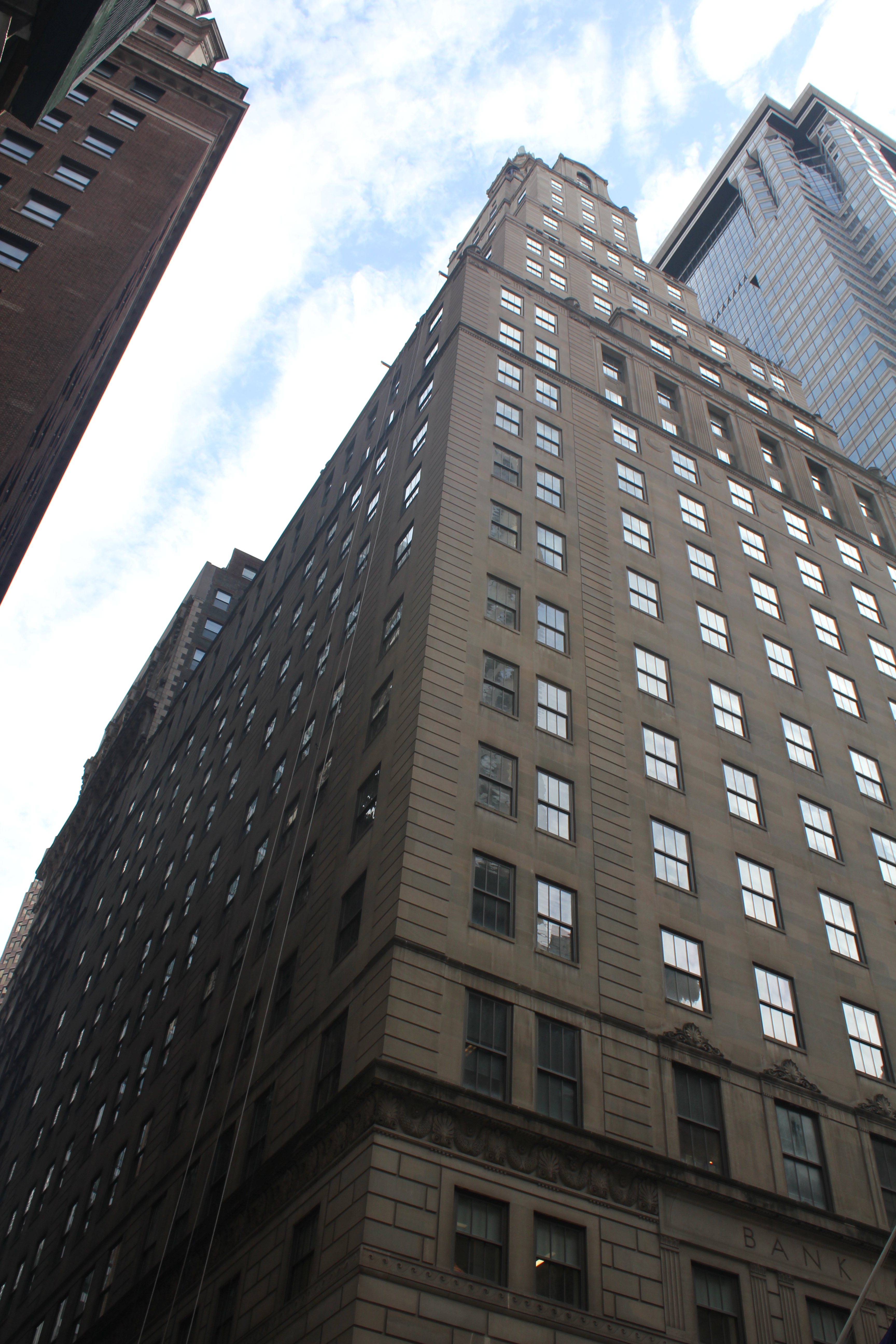

48 월 스트리트(48 Wall Street)는 이전에 뉴욕 은행 & 신탁 회사 빌딩(Bank of New York & Trust Company Building)으로 알려진, 뉴욕 로어 맨해튼 금융 지구의 월 스트리트와 윌리엄 스트리트 모퉁이에 있는 32층, 512피트 높이(156m)의 초고층 건물이다. 1927~1929년에 신조지아 양식과 식민지 부흥 양식으로 건축된 이 건물은 벤자민 위스타 모리스(Benjamin Wistar Morris)가 디자인했다.
현재 구조물은 뉴욕 은행이 1797년과 1858년에 해당 부지에 건물을 세웠던 것과 마찬가지로 같은 부지에 세 번째로 세워진 것이다. 이 구조물은 로어 맨해튼에 많은 고층 건물이 세워졌던 시기에 세워졌다. 48 Wall Street는 많은 네오조지아풍 디테일로 디자인되었다. 높은 지하층 위에 지어진 가장 낮은 3층은 은행 바닥으로 사용되었으며 2층에는 커다란 아치형 창문과 입구 위의 페디먼트가 특징이다. 건물 꼭대기에는 연방 스타일로 디자인된 큐폴라가 있고 꼭대기에는 독수리 동상이 있다.
뉴욕 은행은 1998년에 48 월 스트리트에서 이전한 후 대대적으로 개조되었다. 미국 금융 박물관(Museum of American Finance)은 2007년부터 2018년까지 이전 은행 홀을 차지했다. 다목적 행사장인 윌 앤 월(Will & Wall)로 대체되었다. 이 건물은 1998년 뉴욕시 랜드마크 보존 위원회에 의해 도시 랜드마크로 지정되었으며 2003년 NRHP(National Register of Historic Places)에 추가되었다. 또한 2007년에 지어진 미국 국립사적지(NRHP) 지구인 월스트리트 역사 지구(Wall Street Historic District)에 기여하는 자산이다.